# Rocourt-Saint-Martin
Rocourt-Saint-Martin è un comune francese di 327 abitanti situato nel dipartimento dell'Aisne della regione dell'Alta Francia.

## Società

### Evoluzione demografica
Abitanti censiti